# Karaköy
Karaköy é um bairro do distrito de Beyoğlu, no centro de Istambul, Turquia. Situa-se a parte norte da embocadura do Corno de Ouro e na margem contígua do lado europeu do Bósforo. O termo Karaköy é usualmente identificado como o nome turco para Gálata, se bem que por vezes se distingam os dois termos, chamando-se Gálata apenas à zona mais elevada e mais distante da costa.
Karaköy é um dos bairros mais antigos e com mais história da cidade e atualmente é um importante centro comercial e de transportes. A ligação com os bairros vizinhos é feita sobretudo pelas avenidas que partem da Praça Karaköy. A Ponte de Gálata liga Karaköy a Eminönü, a sudoeste, a Avenida da Tersane (tercena/estaleiro) liga com Azapkapı a oeste, a Avenida  Voyvoda (ou Bankalar Caddesi, avenida dos bancos) com Şişhane a noroeste, a íngreme Avenida Yüksek Kaldırım com Beyoğlu, a norte, e as avenidas Kemeraltı e Necatibey ligam com Tophane a nordeste.
A área comercial, onde outrora se encontravam as sedes de bancos e seguradoras desde o século XIX até à década de 1980, está hoje ocupada também por lojas de maquinaria, e materias  e peças de canalização, eletricidade e eletrónica.

## Etimologia
A palavra Karaköy é a combinação de "kara" e "köy"". Esta última significa aldeia. Provavelmente "kara" tem origem no termo turco karay, que se refere aos judeus caraítas da Crimeia que falavam línguas túrquicas. Durante algum tempo, a maior parte da população do bairro era caraíta. No entanto, em turco moderno, "kara" significa negro ou escuro.

## História

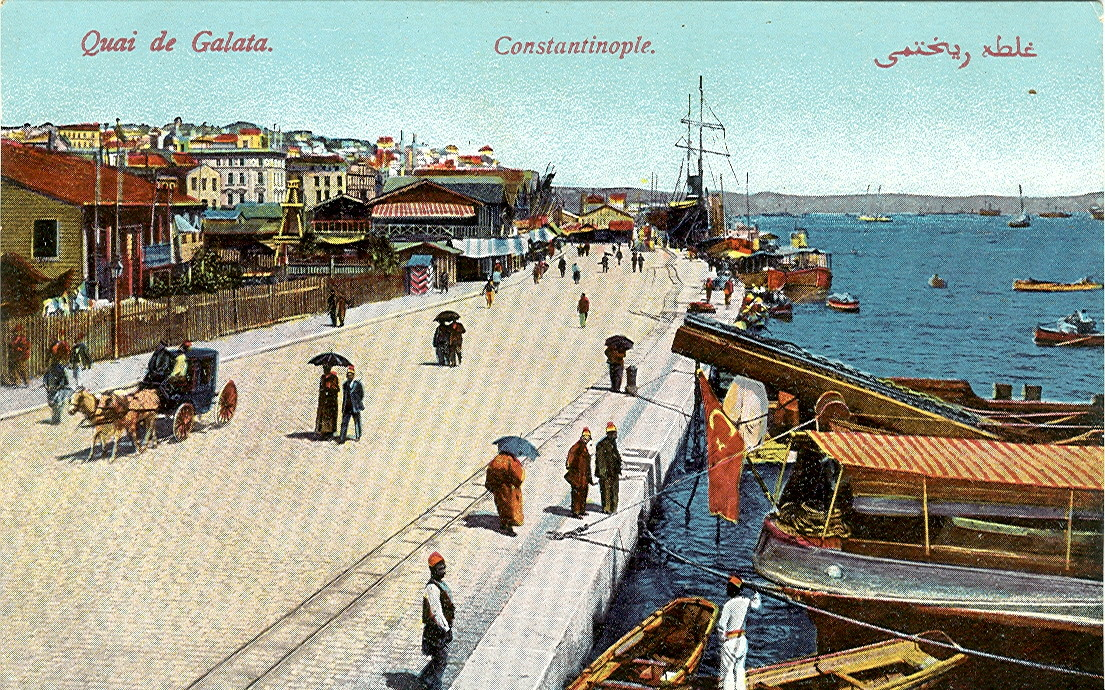
O cais de num postal de cerca de 1914

Karaköy é uma área portuária desde o período bizantino, quando a margem norte do Corno de Ouro era uma localidade separada de Constantinopla. Depois da reconquista da cidade ao Império Latino, em 1261, o imperador bizantino concedeu aos mercadores de Génova permissão para ali se instalarem, no âmbito de um pacto de defesa. A área desenvolveu-se rapidamente e os genoveses construíram grandes fortificações para protegerem as suas gentes e os armazéns. Ainda há fragmentos das muralhas genovesa, mas o vestígio mais notório é a Torre de Gálata, que se erguia no ponto mais alta e mais fortificado das muralhas e ainda hoje domina a vista daquela parte da cidade. No século XV Gálata assemelhava-se muito a uma cidade italiana.
Em 1455, logo após a conquista de Constantinopla, o bairro tinha três categorias de habitantes: mercadores genoveses, venezianos e catalães de passagem; genoveses com cidadania otomana; e gregos, arménios e judeus. A composição da população mudou rapidamente e, de acordo com o censo de 1478, quase metade da população já era então muçulmana. A partir de 1500, fixaram-se em Karaköy muitos judeus sefarditas que escaparam às perseguições da Inquisição em Portugal e Espanha.
Durante a Guerra da Crimeia (1854–1856) Karaköy asssitiu a uma segunda vaga de vinda de cristãos para Karaköy, quando tropas do Reino Unido, França e Itália acorreram a Istambul. A falta de cais dificultava o embarque e desembarque de tropas e equipamento; em 1879 um empresa francesa obteve uma concessão para a construção do cais de Karaköy, o qual foi concluído em 1895. Na última década do século XIX o bairro desenvolveu-se e tornou-se um centro financeiro e o local onde os bancos que operavam no Império Otomano tinham as suas sedes ou delegações, como o Banco Otomano e diversas companhias de seguros italianas e austríacas. Com o aumento da atividade comercial no início do século XX, foram construídos edifícios para alfândegas, terminais de passageiros e armazéns navais. Karaköy tornou-se também famoso pelos seus restaurantes gregos ao longo do cais. Depois de 1917, milhares de russos brancos fugidos da revolução bolchevique desembarcaram em Karaköy e aí se estabeleceram.

## Transporte

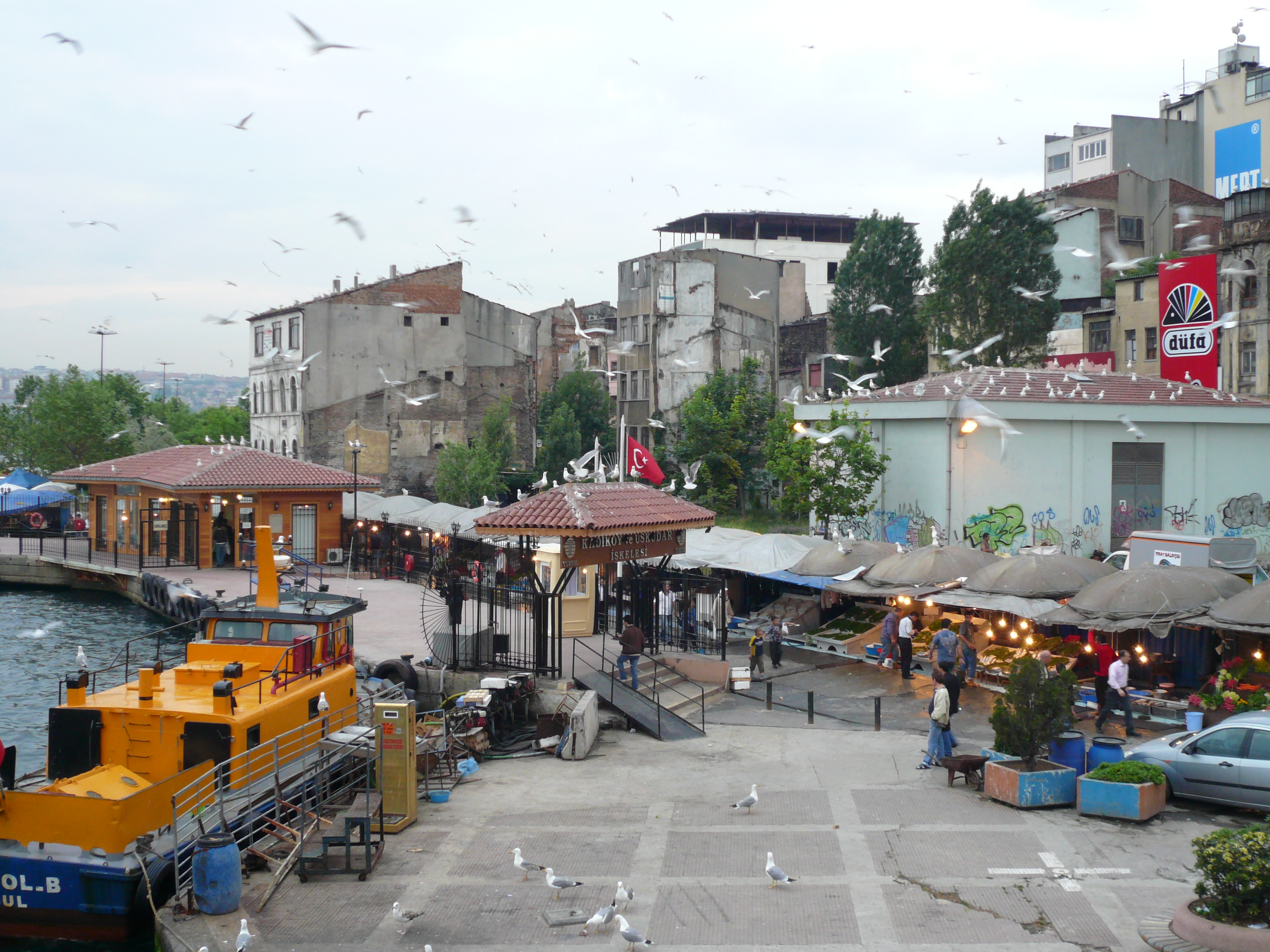
Mercado de peixe

Atualmente Karaköy é um dos centros de transporte mais importantes para tráfico entre cidades e internacional. A Ponte de Gálata liga Karaköy com a cidade antiga e é usada pela linha T1 de elétricos rápidos Zeytinburnu-Kabataş. O funicular subterrâneo chamado Tünel transporta milhares de pessoas todos os dias desde 1876 entre a parte mais baixa, junto ao mar, e o princípio da Avenida İstiklal, junto à Torre de Gálata. Há ferryboats a cada 10 ou 20 minutos para Haydarpaşa e Kadıköy, no outro lado do Bósforo.
No porto de Karaköy operam ferryboats para destinos no Mar Negro como Constança na Roménia e Odessa, Ialta, Sebastopol, Kherson, Eupatoria e Novorossiysk na Ucrânia. O porto é igualmente usada por grandes navios de cruzeiro que navegam no Mediterrâneo entre portos como Atenas (Grécia), Dubrovnik (Croácia), Civitavecchia (Roma) e Veneza.

## Comércio
Como desde há séculos, Karaköy continua a ser um centro comercial importante de Istambul. Todo o tipo de equipamentos e peças mecânicas são vendidas no Perşembe Pazarı (literalmente: mercado de quinta-feira) situado à volta da Avenida Tersane. Na Avenida Voyvoda encontram-se sobretudo lojas de equipamentos e peças elétricas. Na Avenida Kemeraltı são as lojas de canalizações, na Selanik Pasajı, um centro comercial na Praça Karaköy, há sobretudo lojas de peças eletrónicas. A passagem subterrânea de peões a Praça Karaköy tem também um mercado.
Além do comércio, Karaköy é também um local popular para comer, especialmente peixe e marisco, börek (massa), muhallebi (pudim turco) e baklava (doce do Mediterrêneo Oriental). Há inúmeros restaurantes de peixe, bares e cafés debaixo do tabuleiro da Ponte de Gálata, os quais atraem muitos locais e turistas. Outra das atrações do bairro é a prostituição.

## Monumentos
A existência de inúmeros locais religiosos e de educação em Karaköy — católicos, ortodoxos gregos, arménios e búlgaros, sinagogas, escolas francesas, italianas e austríacas — reflete o carácter cosmopolita e histórico do bairro. Há inúmeros monumentos na área, herança das diversas comunidades, sobretudo europeias, que aí se estabeleceram e prosperaram durante o período otomano.

### Monumentos civis
- Torre de Gálata — torre da antiga cidadela genovesa, construída no século XIII.

- Escadaria de Camondo — construída em estilo barroco para ligar a Avenida Voivoda (ou Bankalar Caddesi, avenida dos bancos) com os bairros chiques do século XIX situados mais acima; foi doada à cidade pelo rico banqueiro judeu sefardita Abraão Camondo (1785–1873).[4]

### Museus
- Istanbul Modern — o primeiro museu privado de arte contemporânea da Turquia, foi inaugurado em 2004; ocupa o antigo Armazém Naval.[5]
- Museu Judeu da Turquia (500. Yıl Vakfı Türk Musevileri Müzesi; em ladino: Fondasiyon Sinkentenaria Muzeyo de los Djudios Turkanos) — instalado na antiga sinagoga de Zülfaris.
- Museu do Banco Otomano (Osmanlı Bankası Müzesi) — ocupa a sede do antigo banco central otomano, um edifício de 1890 da autoria do arquiteto turco-francês Alexander Vallaury.[5]

### Escolas
- Escola Austríaca de São Jorge (Sankt Georg Avusturya Lisesi) — escola secundária criada em 1882, atualmente é uma escola pública, mas parte do ensino ainda é ministrado em alemão e tem professores austríacos nomeados pelo Ministério da Educação da Áustria.
- Liceu Alemão (Özel Istanbul Alman Lisesi) — fundado em 1868 pela comunidade alemã, é uma das escolas secundárias mais prestigiadas da Turquia onde as aulas são ministradas em alemão e turco.

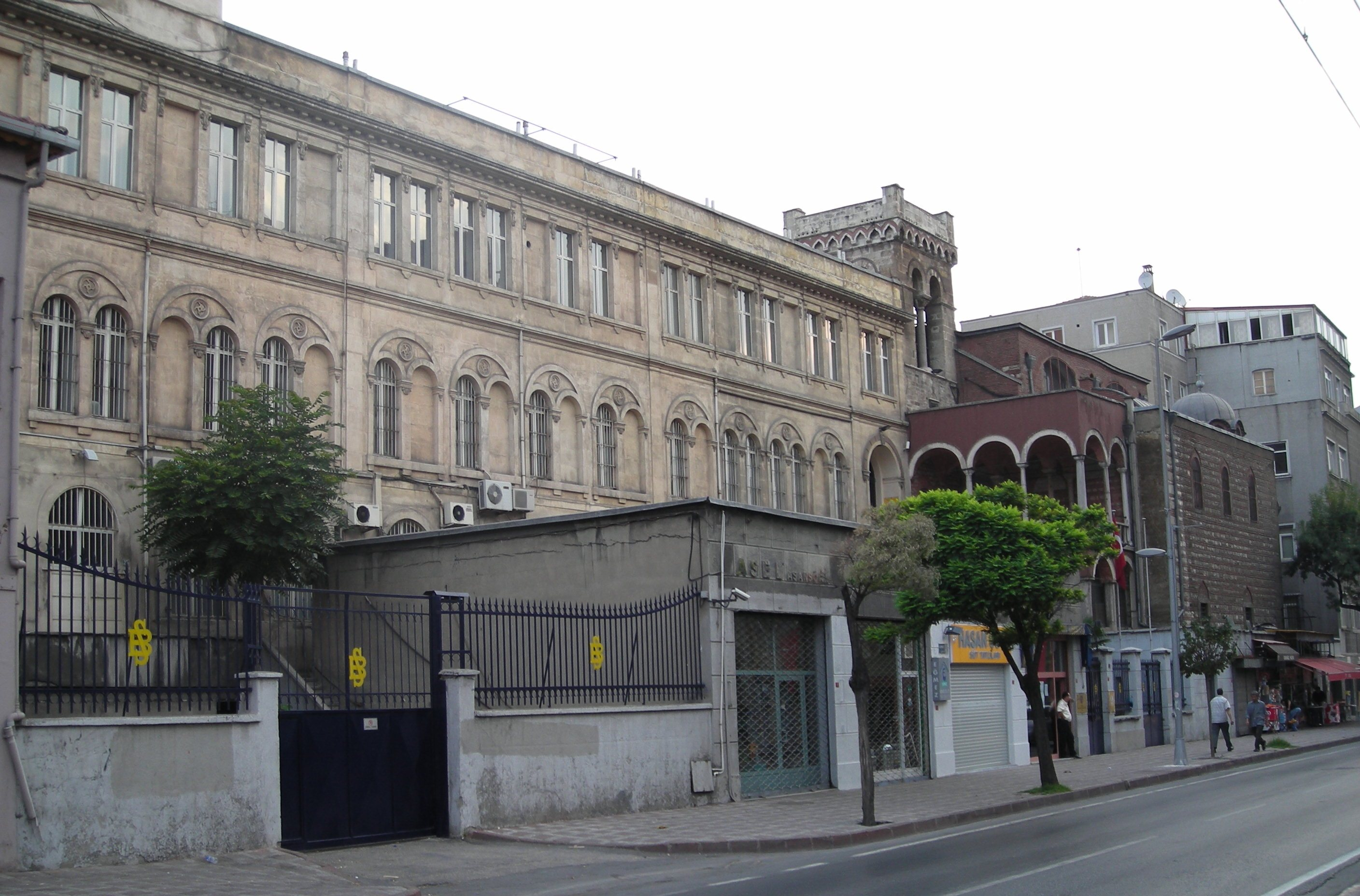
Fachada do Liceu Francês de São Bento (Saint Benoît Fransız Lisesi)

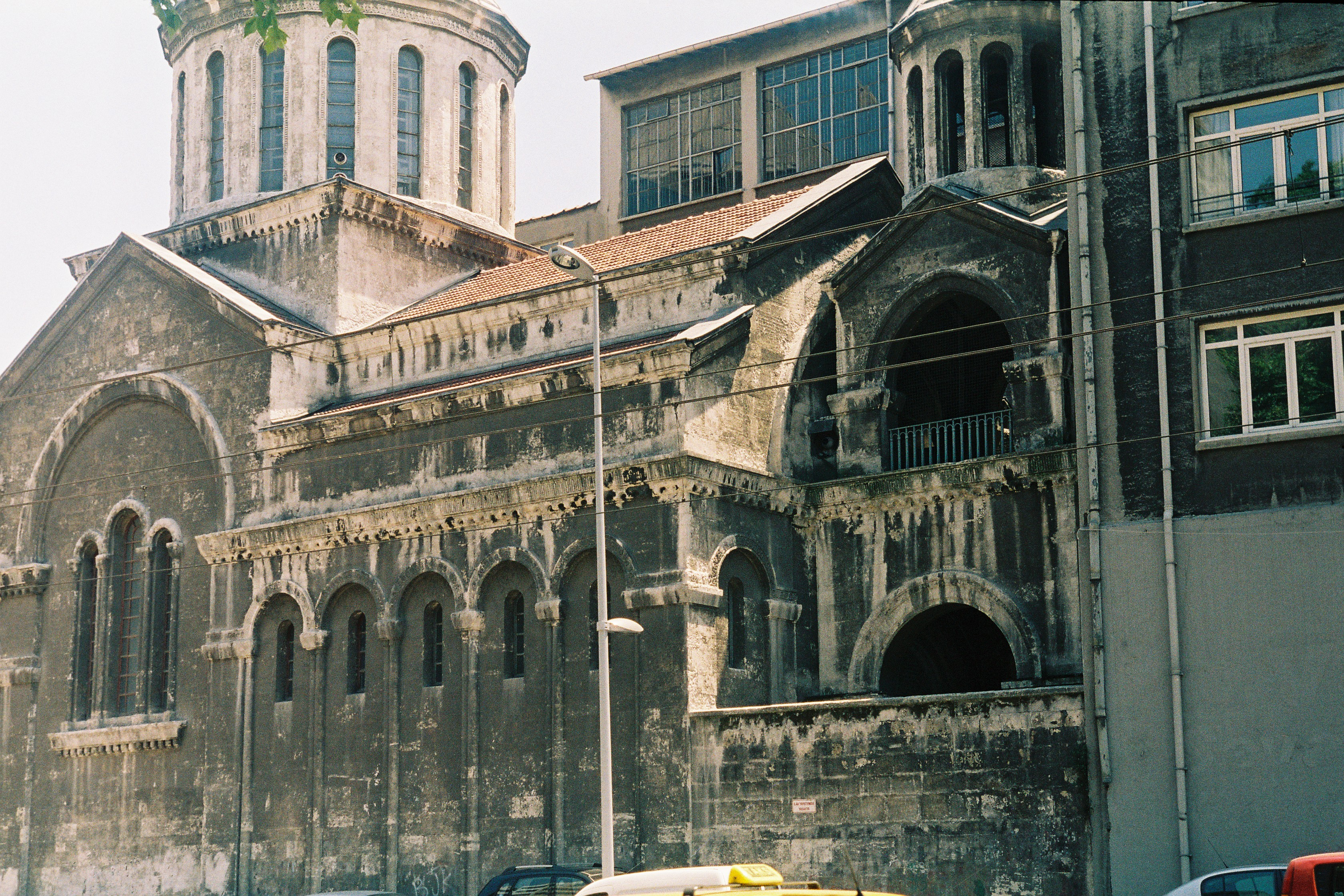
Igreja de Surp Krikor Lusavoric (São Gregório, o Iluminador)

- Liceu Italiano (İtalyan Lisesi) — escola básica e secundária fundada em 1861; apesar de ser privada, é apoiada pelo estado italiano.
- Liceu Francês de São Bento (em turco: Saint Benoît Fransız Lisesi; em francês: Lycée Saint-Benoît d'Istanbul) — instalada no mosteiro beneditino homónimo construído em 1427, foi fundada como colégio jesuíta em 1583, passando a ser dirigido por lazaristas em 1783. No final do século XIX passou a admitir estudantes muçulmanos.

### Igrejas
Católicas
- São Pedro e São Paulo (Saint Peter ve Saint Paul Kilisesi; em italiano: San Pietro and Paolo) — igreja católica originalmente construída por dominicanos italianos no século XVII, foi reconstruida entre 1841 e 1843 pelos irmãos italianos Gaspare e Giuseppe Fossati, autores de vários obras em Istambul, entre elas o restauro da Basílica de Santa Sofia (então uma mesquita). Atualmente é usada pela comunidade maltesa.
- Sankt Georg — construída entre 1675 e 1677 por franciscanos, foi restaurada em 1908 por lazaristas austríacos.
- Mosteiro e igreja de São Bento (Saint Benoît) — complexo que além de uma igreja e mosteiro incluía uma escola, um hospital e um orfanato, foi construído em 1427 por beneditinos.
- Igreja Católica Búlgara de Gálata — uma pequena igreja construída no início do século XX para servir a comunidade católica búlgara.
- Surp Hisus Pırgiç Church — igreja católica arménia construída em 1834, serviu de sé patriarcal de 1850 a 1928, quando o Patriarcado se transferiu para Beirute.
- Outras: São Miguel, São Francisco, Santa Ana, Santa Maria, São Domingos, São Zani

Arménias
- Surp Sarkis (São Sarkis; São Sérgio) — construída cerca de 1360, é a igreja arménia mais antiga de Istambul.
- Surp Kirkor Lusavoric (São Gregório, o Iluminador) — construída em 1965.

Outras confissões cristãs
- Igreja ortodoxa turca de Haghios Nikolaos (São Nicolau)

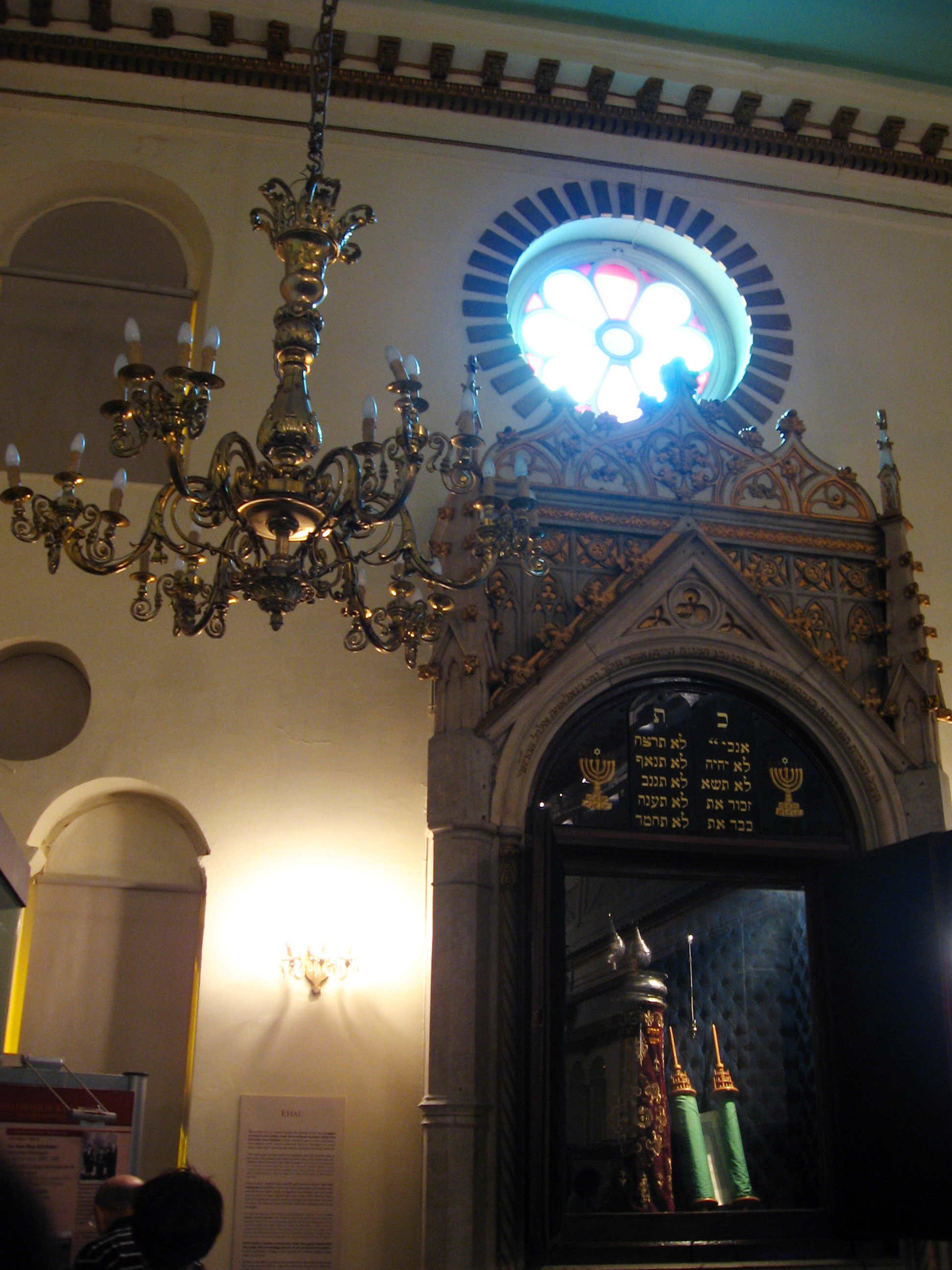
A sinagoga Zülfaris abriga o Museu Judaico da Turquia

- Igreja síria de Haghios Ionnis

### Sinagogas
- Neve Shalom — sede do rabinato, anteriormente era uma escola judia; foi convertida em sinagoga em 1938.[3]
- Tofre Begadim ou Sinagoga Schneider ou Sinagoga Terziler — atualmente é uma galeria de arte.[3]
- Sinagoga italiana ou Kal de los Frankos — construída pela comunidade judia italiana no século XIX, em 1931 foi demolida para construir a sinagoga atual.[3]
- Zülfaris — atualmente transformada no Museu Judeu da Turquia, o atual edifício data provavelmente de 1823, está provado que em 1671 já existia uma sinagoga no mesmo local e há indícios que apontam para que a sua fundação remonte provavelmente ao tempo da colónia medieval genovesa.[3]
- Or Hodeş — construída em 1897 por asquenazes da Polónia.[3]
- Yüksek Kaldırım — outra sinagoga asquenaze construída em 1900, obra do aequiteto Gabriel Tedeschi.[3]

### Mesquitas
- Mesquita Árabe — antiga igreja dominicana dedicada a São Domingos e São Paulo e construída no século XIII no mesmo lugar onde existiu uma igreja bizantina datada do século VI, possivelmente dedicada a Santa Irene. No final do século XV foi transformada em mesquita e poucos anos depois foi cedida aos muçulmanos fugidos de Espanha.
- Mesquita Sokullu ou de Azap Kapi (não confundir com a mesquita homónima em Fatih), do outro lado do Corno de Ouro.
- Mesquita Yeralti ("Mesquita Subterrânea") — construída no século XVII.